# 高橋留美子
高橋 留美子（たかはし るみこ、1957年〈昭和32年〉10月10日 - ）は、日本の漫画家。女性。有限会社るーみっくプロダクション代表取締役。新潟県新潟市出身。血液型A型。

## 概要
1978年『勝手なやつら』でデビュー。代表作に『うる星やつら』『めぞん一刻』『らんま1/2』『犬夜叉』『境界のRINNE』など。特にラブコメディを得意としており、そのキャラクター造形は「萌え」の原型の一つとも言われている。
少年漫画の分野における女性漫画家の草分け的存在で、代表作はいずれもTVアニメ化されヒットを記録、長期シリーズ化され、単行本の世界累計発行部数は1995年に1億部、2017年には2億部を突破した。その独特の世界観はしばしば「るーみっくわーるど」と称され、作品集のタイトルにも用いられている。

## 来歴

### 生い立ち
新潟市中央区古町で産婦人科医院を開業していた高橋家の末っ子（2男1女の長女）として生まれる。
父・高橋光雄（1920年6月19日生まれ、1945年新潟医科大学卒業）は医学者で俳人の中田瑞穂（俳号「中田みづほ」）、高野素十に俳句を学んだ「高橋卯木」の俳号を持つ俳人であり、河童を題材にした水墨画を好んで描く画家でもあった。
医院の創設者である曽祖父・高橋辰五郎は明治時代に大阪の産婦人科医、緒方正清（緒方洪庵の義理の孫）の下で研修し、新潟に帰郷後は、地元の近代産婆（助産師）教育に貢献している。また辰五郎は日本で初めて「助産婦」の名称を緒方とともに提唱した。
幼少期から兄の持ち物であった少年漫画を愛読し、中学の頃から漫画を描くようになり、『週刊少年サンデー』・『月刊漫画ガロ』などに作品の投稿を始める。
高校在学中、同級生であった近藤ようこと共に漫画研究会を設立、同級生にはアニメーターの後藤真砂子もいた。またこの頃から筒井康隆を愛読するようになり、影響を受けてスラップスティックなSF作品を描いていた。2年生の時に40枚ほどの作品を『週刊少年マガジン』に投稿するも落選、一時は漫画家になるのを諦めたという。

### 大学時代
高校卒業後は「ダメな子供だから、親元にいたらダメになる一方だ」という父の考え で独立し上京。大学（日本女子大学）では同人作家としても活動し、目白花子と漫画研究会「（没）」を設立。会誌『びびっと』上などで作品を発表していた。その一方で大学1年生の終わり頃から劇画村塾に入学し小池一夫に師事、小池に「お前はプロになれる」と声をかけられすぐに特別研修生となる。
在学中の1978年、投稿作「勝手なやつら」で第2回小学館新人コミック大賞少年部門佳作を受賞（同期の漫画家に早見純がいる）。少年誌でSF的な作品を描こうとして編集者に何度も制止された経験を持つ吾妻ひでおは、当時この作品を読み「マンガが帰ってきた」と感動し、『週刊少年サンデー』の掲載号を3冊も買ったという。

### プロデビュー後
1978年少年サンデー39号よりSFコメディ『うる星やつら』の連載を開始。約1年半の不定期連載の後、大学卒業を機に同人作家から本格的に漫画家に転身することとなり、1980年春から定期連載となった。
さらに1980年秋から並行し、青年誌『ビッグコミックスピリッツ』にて『めぞん一刻』を、連載開始（当初は月刊、のち月2回、1986年4月より週刊化）。デビュー直後は画力が低かったものの、この頃から画力が安定し現在の絵柄を確立した。1987年まで双方の人気作品の連載を続け、少年誌＆青年誌という作風の幅広さで知名度を高めた。なお1986年春にアニメ版は『うる星やつら』から『めぞん一刻』に引き継がれた。
1987年初頭に『うる星やつら』が、春に『めぞん一刻』の両作品が相次ぎ終了し、同年夏から格闘技を題材にしたコメディ『らんま1/2』の連載を開始、この作品は「子供が読んでも楽しい漫画を」 と、より低年齢層を意識して描かれ、ギャグ要素が初期の『うる星やつら』並みに強い作品となった。同年春に『1ポンドの福音』を不定期で連載開始し20年間にわたり描かれた。
1996年冬に『らんま1/2』を終了し、同年秋から『犬夜叉』の連載を開始。かねてから興味のあった伝奇ものの本格連載で、この作品ではギャグ要素を減らしたシリアスな路線を取った。

### 近年の活躍
2008年夏に『犬夜叉』を連載終了。翌2009年春から連載を開始した『境界のRINNE』では、バトル要素を残しつつ、原点であるギャグ要素やコメディ色を強めに戻しよりハートフルな作風が描かれている。2017年冬に同作品の連載を終了し、2019年春からは再びシリアスな怪奇ロマン長編『MAO』の連載を開始している。

## 年譜
- 1957年 - 新潟県新潟市古町（現・新潟市中央区古町）生まれ。
- 1964年 - 新潟大学教育学部附属新潟小学校入学。
- 1970年 - 新潟大学教育学部附属新潟中学校入学。
- 1973年 - 新潟県立新潟中央高等学校入学。
- 1976年 - 日本女子大学文学部史学科入学（1980年卒業、卒論のテーマは「江戸幕府の無宿人対策」[18]）。
- 1978年 - 『週刊少年サンデー』にて「勝手なやつら」でデビュー、同誌にて「うる星やつら」の連載を開始（1987年まで）。
- 1980年 - 『ビッグコミックスピリッツ』にて「めぞん一刻」の連載を開始（1987年まで）。
- 1987年 - 『週刊少年サンデー』にて「らんま1/2」の連載を開始（1996年まで）。
- 1995年 - 単行本世界累計1億部突破。
- 1996年 - 『週刊少年サンデー』にて「犬夜叉」の連載を開始（2008年まで）。
- 2009年 - 『週刊少年サンデー』にて「境界のRINNE」の連載を開始（2017年まで）。
- 2017年 - 単行本世界累計2億部突破。
- 2019年 - 『週刊少年サンデー』にて「MAO」の連載を開始。
- 2021年 - Twitterに公式アカウントを開設。

## 受賞歴
- 1978年 - 第2回小学館新人コミック大賞佳作（『勝手なやつら』）
- 1981年 - 第26回小学館漫画賞少年部門（『うる星やつら』）
- 1987年 - 第18回星雲賞コミック部門（『うる星やつら』）
- 1989年 - 第20回星雲賞コミック部門（『人魚の森』）
- 1994年 - 米国コミコン・インターナショナル「インクポット賞」
- 2002年 - 第47回小学館漫画賞少年部門（『犬夜叉』）
- 2016年 - 米国MoPoP「SF&ファンタジーの殿堂」[19]
- 2018年 - 米国・アイズナー賞「コミックの殿堂（The Comic Industry's Hall of Fame）」[20]
- 2019年 - 第46回仏国・アングレーム国際漫画祭グランプリ[21][22]
- 2019年 - 文化庁長官表彰[23]
- 2020年 - 紫綬褒章[24][25][26]
- 2021年 - 米国ハーベイ賞 殿堂入り[27]
- 2023年 - フランス芸術文化勲章「シュヴァリエ」[28]

## 業績と他国における影響
高橋の作品の多くは英語や他のヨーロッパ言語に翻訳されている。高橋は、なぜ自分の作品が英語話者に人気があるのかはわからないと語った。
高橋とその作品に影響を受けたと述べているアーティストには、『スコット・ピルグリム』を著したカナダのブライアン・リー・オマリー、アメリカ合衆国のコリーン・クーヴァー、中国系オーストラリア人のクイニー・チャン、タイのウィスット・ポンニミットがいる。スコットランドのロックバンド、ウルセイ・ヤツラは、高橋のヒット作『うる星やつら』に因んで名付けられた。コンピュータゲームのシャンティシリーズのクリエイターであるマット・ボゾンは、彼の作品に大きな影響を与えたものとして『らんま1/2』を挙げた。2015年、「犬夜叉」に一部インスピレーションを得たインド映画「プリ」。ヴィジャイ（俳優）が半虎鬼、高橋留美子「犬夜叉」に似た強力な虎鬼を父に演じる。
2016年、コミックスアライアンスは、高橋を生涯の功労を認めるに値する12人の女性漫画家の内の1人として挙げた。

## 人物
自身を「未だに中二病」というほどオタク症で、中学・高校とずっと漫画を描き続けてきた。友達や同級生にもプロの漫画家がたくさんいる。そうした環境で、少女漫画よりは少年漫画をずっと読んできた。サンデーの当時の編集長は高橋のことを「すごいのが来た、天才だ」と評し、デビュー。大学の漫画研究会出身で、初の連載でヒットという極めて稀な例であった。
影響を受けた漫画家として「赤塚先生や藤子先生に影響を受けてマンガを始めた」と述べ、憧れとしてちばてつやや永井豪、池上遼一を挙げた。本人曰く「実は池上遼一先生に会うためにマンガ家になったといっても過言ではないんです（笑）」と語っている。
2018年現在は小学館新人コミック大賞の審査員も務めている。
作詞家の岩里祐穂は高校時代の同級生。
X（旧Twitter）
インターネットなどに疎いと自負しており、長らくSNSも活用していなかったが、2021年6月に担当編集者の手を借りてX（旧Twitter）に公式アカウントを開設した。
自身のX（旧Twitter）で向けられた質問への回答をしている。その中の一つに「漫画家に向いている人の特徴」の質問を受けた際に「1つは身体が強い人です。まあまあで大丈夫ですよ。2つ目はひとつのアイディアに固執しない人です」と語った。
速筆
「仕事の鬼」と呼ばれる程にプロ意識が高い。自他共に筆の速いことを認めており、目白花子は高橋が『うる星やつら』の原稿を27時間で完成させたことがあると述べている。『らんま1/2』の頃は毎回16ページを2日で完成させ、『犬夜叉』連載時にも下描きとペン入れを合わせて2日、1ページにつき1時間で完成させている。
好きな漫画家
池上遼一（後述）、ちばてつや、諸星大二郎、花輪和一、吉田戦車、中川いさみ、伊藤潤二、手塚治虫、藤子不二雄や、同郷の水島新司などを挙げている。好きな作品は『あしたのジョー』（ちばてつや）『ケロロ軍曹』（吉崎観音）など。上記の作家の多くは『うる星やつら』新装版でラムのイラストを寄稿している。特に一番影響を受けた漫画家は永井豪で、『ハレンチ学園』は自身の作品の血肉となったという。下ネタについて描くのは苦手だが、見る分には面白いと理解は示している。また、スルメが好物で、漫画を描く時にスルメを食べている事が多い。
阪神ファン
中学の頃からの熱心な阪神ファン。1973年に読売ジャイアンツとのリーグ優勝をかけた最終戦で優勝を逃した時には大きなショックを受け、一時期はファンであることをやめていたが、その後再びファンとなった。2003年にセ・リーグ制覇した時には、『デイリースポーツ』にタイガースを応援するラムのイラストを寄稿したほか、2023年にも主に阪神ファンの漫画家有志により制作された『阪神タイガース優勝記念本』にもラムを描いた表紙イラスト、ショートエッセイ漫画を寄稿した。高校時代には「虚塵の星」（『巨人の星』のもじり）というパロディ漫画を同人誌で描いている。
お笑い
ダウンタウンの『ガキの使いやあらへんで!!』を欠かさず観るなどお笑い好きで、バラエティ番組を仕事中に流していることも多い。好きなお笑いグループとしてオール阪神・巨人、ダウンタウン、ナインティナイン、タカアンドトシ、次長課長などを挙げている。

## 作風

### ラブコメとシリアス
- 基本的にラブコメディを主軸とした作品が多い。また、登場人物のほとんどは変態の域に近いほど、自分の欲望に忠実である。
- 短編作品にはシリアスなホラー作品も見られ、それらの多くは主要人物に超能者や妖怪といった異能者が登場し、作品の核となっている。

### 主人公とヒロイン
- 高橋の描くヒロインに多く見られる特徴は、主に以下の三つである。なお、高橋自身の性格に一番近いキャラクターは『めぞん一刻』のヒロイン・音無響子とのこと。
  - 清楚な風貌だが、主人公が自分以外の女性にアプローチをかけられたりすると、平手打ちなどの暴力をふるったりする嫉妬深い一面を持っているタイプが多い。ただし、『境界のRINNE』のヒロイン・真宮桜のような例外もいる。また、他の男性キャラにも好意を抱かれて言い寄られても、主人公以外の男になびくことはない。
  - 料理に関して奇抜な感性を持っている・苦手なタイプと、まともな料理を作れるタイプに大きく分かれる。前者はラム・天道あかね、後者はラン・音無響子・早乙女らんま・日暮かごめ・真宮桜が挙げられる。
  - プロポーションが良い。高橋によると女性のプロポーションのモデルは「自分自身」とのこと。
- 主人公とヒロインの関係は、時折心がすれ違いつつも付かず離れずの距離感を保っていることが多い。
- 主人公または恋敵となるキャラクターは、大抵相手が自分になびかなくてもお構いなしにアプローチをする強引な性格である。しかし、恋敵キャラクターも決して蔑ろな扱いをされているわけではなく、主人公やヒロインにふられても新たな恋の相手を見つけるなど、最後は皆が笑って幕を下ろせるような大団円のエンディングが多い。

### るーみっくわーるど

#### 誕生
「るーみっくわーるど」は、もともとは『うる星やつら』に付けられたキャッチコピーであり、『めぞん一刻』を共に立ち上げた2人目の担当編集者が考えたことがきっかけで生み出された。そのため、それ以前は「爆笑モンスターギャグ」というキャッチコピーだった。これをきっかけに、作品集のタイトルおよび世界観を総括した言葉としても用いられるようになった。

#### 技法
ギャグやコメディ作品で、両手の中指と薬指を曲げ、親指と人差し指と小指を伸ばしたポーズが良く出てくる。「ちゅどーんポーズ」、「るーみっくポーズ」、「るーみっくサイン」などと呼ばれる。これは、キャラクターがぶん殴られて吹っ飛ばされるドタバタシーンなどで、痛そうに見えないように「余裕」を見せるということで用いている。"I love you"を意味するハンドサイン（en:ILY signを参照）と同じ手の形であるが、それは偶然の一致で、"I love you"の意味は後から知ったと高橋は語っている。
真剣白刃取り
真剣や日本刀を両掌で挟んで攻撃を防ぐ姿勢。主に主人公がライバルの攻撃から身を守る時に用いられ、『うる星やつら』の諸星あたるからの伝統となっている。
どんどろどろどろ
妖怪化した時の効果音。主に怒りが頂点に達した時に使われ、『らんま1/2』の天道早雲からの伝統となっている。
ちゅどーん
吹っ飛ぶ時の効果音。爆発の効果音としても使われる。これは同じく『週刊少年サンデー』で連載していた『できんボーイ』の作者・田村信が生み出したものとのこと。
ぶぎゅる
踏み潰された時の効果音。
ぐわら
襖や戸が開いた時の効果音。
みし（っ）
叩かれたもしくはド突かれた時の効果音。
ぽん
何かをひらめいた時に右手の拳で左手を叩く効果音。
どか ばき ぐしゃ
鈍器のようなもので殴る時の効果音。

## エピソード
- これまで『うる星やつら』、『めぞん一刻』、『らんま1/2』、『犬夜叉』、『境界のRINNE』と、高橋の定期連載作品は連載中の『MAO』以外全てTVアニメ化されている。また、不定期連載中の『人魚シリーズ』と『高橋留美子劇場』のシリーズ作品も深夜枠でアニメ化、同じく不定期連載を経て完結した『1ポンドの福音』もOVA化された。
- 過去に高橋作品に出演した声優（山口勝平、平野文など）は、後作で出演することも多い。
- 週刊少年サンデーでデビュー前、週刊少年ジャンプに自分の作品を持ち込んだがボツにされ、ジャンプからのデビューはかなわなかったということがあった。その時の担当編集者は、後に鳥山明らを発掘したことで知られる鳥嶋和彦だった[46]。
- 少年向け漫画雑誌に連載を持つ著名作家ながら、自身の作品のパチンコ・パチスロ機へのタイアップには寛容で、『うる星やつら』、『めぞん一刻』、『らんま1/2』、『犬夜叉』をモチーフとしたパチンコ機ないしパチスロ機が登場している（作品の内容が少年向けの場合、パチンコとのタイアップは許可しない著名作家も多い[47][48]）。

## 作品リスト

### 連載作品
- うる星やつら - 『週刊少年サンデー』（1978年39号 - 1987年8号）
  - 初連載作品。女たらしの主人公・諸星あたると、押しかけ女房で異星人・ラムを中心に多彩なキャラクターの登場するSFコメディー。1981年 - 1986年、2022年 - 2024年[49] にTVアニメ化、劇場版アニメも6本、OVAシリーズも製作された。
- めぞん一刻 - 『ビッグコミックスピリッツ』（1980年11月創刊号 - 1987年19号）
  - オンボロアパート「一刻館」に下宿する浪人生・五代裕作と、若き未亡人「管理人さん」音無響子を中心としたラブコメディー。1986年 - 1988年にTVアニメ化、1986年秋に実写映画化、2007年に伊東美咲主演でTVドラマ化された。
- らんま1/2 - 『週刊少年サンデー』（1987年36号 - 1996年12号）
  - 水を被ると少女になってしまう格闘家の少年・早乙女乱馬と、親同士が決めた許婚・天道あかねを中心とした格闘コメディー。1989年 - 1992年にTVアニメ化、劇場版アニメも3本、OVAシリーズも製作され、2011年に新垣結衣主演でSPドラマ化された。2024年、完全新作アニメの制作が発表された[50]。
- 1ポンドの福音 - 『週刊ヤングサンデー』（1987年9号 - 2007年3・4合併号、不定期）
  - 減量の苦手なボクサー・畑中耕作と敬虔な修道女・シスターアンジェラとの恋愛を描いたスポーツ・ラブコメディー。『週刊ヤングサンデー』に不定期連載され20年かけて完結、OVAも製作された。2008年に亀梨和也主演でTVドラマ化された。
- 犬夜叉 - 『週刊少年サンデー』（1996年50号 - 2008年29号）
  - 戦国時代にタイムスリップしてしまった中学生の少女・日暮かごめと、半妖の少年・犬夜叉を主人公とした伝奇作品。2000年 - 2004年にTVアニメ化、2009年秋 - 2010年春に完結編を放送。劇場版アニメも4本製作された。また、2度舞台化された。
- 境界のRINNE[51] - 『週刊少年サンデー』（2009年21・22合併号 - 2018年3・4合併号）
  - 幼い頃の神隠しにより幽霊が見えるようになった高校生の少女・真宮桜と、人間と死神による混血の少年・六道りんねを主人公とした学園&霊界ラブコメディー。2015年春 - 2017年秋にTVアニメ化されており、第3シリーズまで放送された[52]。
- MAO - 『週刊少年サンデー』（2019年23号 - 連載中）
  - 陰陽師の少年・摩緒と現代の少女・黄葉菜花の大正怪奇ロマン。2026年にTVアニメが放送予定[53]。

### シリーズ作品
- 人魚シリーズ - 『週刊少年サンデー増刊号』『週刊少年サンデー』（1984年8月増刊号 - 、不定期）
  - 『人魚の森』を初めとする連作の総称で、人魚の肉を食べたことにより永遠の生を生きることになった青年・湧太と少女・真魚の運命を描いた伝奇シリーズ。OVA化ののち下記『高橋留美子劇場』と共にTVアニメ化されている（未放送分は15禁）。
- 高橋留美子傑作集／高橋留美子劇場 - 『ビッグコミックオリジナル』（1987年7月20日号 - 、不定期）
  - 『ビッグコミックオリジナル』に年1回のペースで掲載されている、サラリーマンや家族などをテーマにした読み切りシリーズ。2019年時点で5冊が刊行されている。2003年にTVアニメ化、2012年にTVドラマ化された。
    - 『Pの悲劇』
      - 『Pの悲劇』小学館〈高橋留美子傑作集〉、1994年。
      - 『Pの悲劇』小学館〈高橋留美子劇場 1〉、2003年。

    - 『専務の犬』
      - 『専務の犬』小学館〈高橋留美子傑作集〉、1999年。
      - 『専務の犬』小学館〈高橋留美子劇場 2〉、2003年。

    - 『赤い花束』
      - 『赤い花束』小学館〈高橋留美子傑作集〉、2005年。
      - 『赤い花束』小学館〈高橋留美子劇場 3〉、2009年。

    - 『運命の鳥』
      - 『運命の鳥』小学館〈高橋留美子傑作集〉、2011年。
      - 『運命の鳥』小学館〈高橋留美子劇場 4〉、2015年。

    - 『魔女とディナー』
      - 『魔女とディナー』小学館〈高橋留美子傑作集〉、2019年。

    - 『金の力』
      - 『金の力』小学館〈高橋留美子傑作集〉、2024年。

### 短編集
- 『るーみっく・わーるど』全3巻、小学館、1984-1985年。初期短編集
  - 新装版『高橋留美子傑作短編集』全2巻、小学館、1995年3月
- 『1 or W 高橋留美子短編集』全1巻、小学館、1995年9月
- 『鏡が来た 高橋留美子短編集』全1巻、小学館、2015年7月

### 読み切り・短期連載作品
※は単行本未収録作品。
- 勝手なやつら - 『週刊少年サンデー』（1978年28号）『るーみっく・わーるど』第2巻収録。
- 腹はらホール - 小学館『別冊BIG GORO』シリーズ6（1978年8月号）『るーみっく・わーるど』第2巻収録。
- がんばり末世 - 『週刊少年サンデー増刊号』（1978年8月号）『ダストスパート!!』および『1 or W 高橋留美子短編集』収録。
- 黄金の貧乏神（ゴールド・ヒンガー） - 『週刊少年サンデー増刊号』（1978年9月号）『るーみっく・わーるど』第2巻収録。
- けもの24時間 - 『小池一夫劇画村塾』（1978年2号）
  - 「少年サンデーグラフィックうる星やつら5」に収録。
- ダストスパート!! - 『週刊少年サンデー増刊号』（1979年5月号 - 9月号）『ダストスパート!!』および『るーみっく・わーるど』第3巻収録。
- ?の疾病 - 『小池一夫劇画村塾』（1980年3号）
  - 「少年サンデーグラフィックうる星やつら4」に収録。
- 増殖女房－フェアリーテール－※ - 東京三世社『少年少女SFマンガ競作大全集』（PART 7）
- ふうふ - 『ビッグコミックオリジナル増刊』（1980年10月15日号）『るーみっく・わーるど』第3巻収録。
- ザ・超女（ザ・スーパーギャル） - 『週刊少年サンデー増刊号』（1980年10月号）『るーみっく・わーるど』第2巻収録。OVA化。
- 暴食のフォルム※ - 『少年少女SFマンガ競作大全集』（PART 8）
- スパークリングカレンダァー※ - 初出商業誌不明（1980年11月）
  - 「けも・こびる」名義。
- 商魂 - 『平凡パンチ』臨時増刊"That's Comic"（1980年12月5日号）『るーみっく・わーるど』第3巻収録。
- 笑え! ヘルプマン - 『週刊少年サンデー増刊号』（1981年9月号）『るーみっく・わーるど』第2巻収録。
- 怪猫・明 - 『小池一夫劇画村塾』（1981年4号）『るーみっく・わーるど』第2巻収録。
- エルフィーリ/妖精人※ - 『少年少女SFマンガ競作大全集』（PART 13）
- 戦国生徒会 - 『週刊少年サンデー増刊号』（1982年2月号）『るーみっく・わーるど』第2巻収録。
- けも・こびるの日記※ - 『少年サンデーグラフィックうる星やつら』（1982年1号 - 1984年11号）
  - タイトルの「けも・こびる」は高橋の旧筆名。全11話。
- 闇をかけるまなざし - 『週刊少年サンデー増刊号』（1982年8月号）『るーみっく・わーるど』第1巻収録。
- 笑う標的 - 『週刊少年サンデー増刊号』（1983年2月号）『るーみっく・わーるど』第1巻収録。OVA化。
- 炎トリッパー - 『週刊少年サンデー増刊号』（1983年8月号）『るーみっく・わーるど』第1巻収録。OVA化。
- 忘れて眠れ - 『週刊少年サンデー増刊号』（1984年1月号）『るーみっく・わーるど』第1巻収録。
- われら顔面仲間（フェイシャルパック） - 『週刊少年サンデー』25周年記念増刊号（1984年）『るーみっく・わーるど』第2巻収録。
- ハッピートーク - 『ビッグコミックスピリッツ』（1984年8月20日増刊号）『1 or W 高橋留美子短編集』収録。
- お婆さんといっしょ - 『ビッグコミックスピリッツ』（1985年8月20日増刊号）『1 or W 高橋留美子短編集』収録。
- 犬で悪いか!! - 『週刊少年サンデー』（1985年47号）『1 or W 高橋留美子短編集』収録。
- YS創刊祝4コマ劇場※ - 『週刊ヤングサンデー』（1987年創刊号）
- うちが女神じゃ!! - 『週刊少年サンデー』30周年記念増刊号（1989年）『1 or W 高橋留美子短編集』収録。
- わたしのスキャンダル※ - 角川書店『月刊ASUKA』（1991年1月号）
- グランド・ファザー - 『ビッグコミックスピリッツ』（1991年1・2合併号）『1 or W 高橋留美子短編集』収録。
- 勝手に伝染るんです。※ - 『ビッグコミックスピリッツ』（1991年1月10日増刊号）
- スリム観音 - 小学館『プチコミック』（1991年9月号）『1 or W 高橋留美子短編集』収録。
- MOON大ペット王※ - 『小学三年生』（1992年10月号 - 11月号・1993年12月号 - 1994年1月号）
  - 巨大ウサギが主人公だが作品の中でも数少ない掲載紙どおり小学校を舞台にした物語。
- 宝塚への招待 - 『ビッグコミックスピリッツ』（1993年34号）『1 or W 高橋留美子短編集』収録。
- 1 or W - 『週刊少年サンデー』（1994年36号）『1 or W 高橋留美子短編集』収録。
- 不良－ワル－※ - 『ビッグコミックスピリッツ』（1997年6月増刊号）
- withCAT - 『週刊少年サンデー』（1999年46号）『鏡が来た 高橋留美子短編集』収録。
- 今年は優勝だっ!※ - 『ビッグコミックスピリッツ』（2003年25号）
- 可愛い花 - 『ビッグコミック』（2003年21号）『鏡が来た 高橋留美子短編集』収録。
- MY SWEET SUNDAY - 『週刊少年サンデー』（2009年16号、あだち充との合作）『鏡が来た 高橋留美子短編集』収録。
- 星は千の顔 - 『ビッグコミックスピリッツ』（2010年44号）『鏡が来た 高橋留美子短編集』収録。
- 仕事場と本と私※ - 小学館『るーみっくわーるど35 ALL STAR』（2013年）
- リベンジドール－復讐人形－ - 『ビッグコミック』（2013年20号）『鏡が来た 高橋留美子短編集』収録。
- 本が捨てられない※ - KADOKAWA・メディアファクトリー『ダ・ヴィンチ 特集 オトナの高橋留美子』（2013年12月号）
- いつかやられる※ - 『ビッグコミックオリジナル』（2014年8月10日増刊号）
- 鏡が来た - 『ビッグコミックスペリオール』（2014年15号）『鏡が来た 高橋留美子短編集』収録。
- 屏風の中 - 新潮社『小説新潮』（2014年9月号）『しゃばけ漫画 仁吉の巻』収録。
- 悩めるお年ごろ※ - 『増刊週刊少年サンデーS（スーパー）』（2015年4月号）
  - 付録の「るーみっく新聞」に掲載された「境界のRINNE」の4コマ漫画。
- トラ※ - 『ビッグコミックオリジナル』（2015年6月30日増刊号）
- 今夜 彼女がやってくる※ - 『ビッグコミックスピリッツ』（2016年28号）
- アオイホノオ被害者の会～島本和彦への暴言～※ - 『ゲッサン』（2017年2月号）
  - 高橋担当分は2ページ。
- 千年の無心※ - 『週刊少年サンデー』（2017年17号 - 18号）
- なにもない部屋※ - 『ビッグコミック』（2018年5号）

### 同人作品
- 虚塵の星（1975年 ざ・だいありぃあ）『巨人の星』のパロディ作品。原作 火事原逸機・画 のさかけも 名義。
- 風塵 第2回（1976年 フキダシvol.6）連作漫画の第2回目担当分。けも・みとめ名義。
- そして半分いなくなった（1976年 びびっとvol.1）けも・みとめ名義。
- バイバイロード（1977年 びびっとvol.2）「少年サンデーグラフィックうる星やつら3」に収録。けも・こびる名義。
- SFケモノゾーン背中の戦争（1978年 サブマリンNo.4）けも・こびる名義。
- エースをめざせ！第3回（1978年 フキダシvol.14）連作漫画の第3回目担当分。けも・こびる名義。
- 不良青年団（1978年 びびっとvol.3）「少年サンデーグラフィックうる星やつら2」に収録。けも・こびる名義。
- 涅槃の方程式（1979年 びびっとvol.4）目白花子との合作。けも・こびる名義。同人作品としては最後の作品。

### デザイン
- TVアニメ『十五少年漂流記』（1982年） - キャラクター原案
- 劇場アニメ『クラッシャージョウ』（1983年） - スペシャルデザイン（※ゲストキャラデザイン）
- 1990年のJR京葉線全線開業時、イメージキャラクター「マリン」をデザイン（※「マリン」の名前は公募にて決定）。
- OVA『ウルフガイ』（1992年） - キャラクター原案（※あくまでもファンとしてのデザイン提供であるという高橋の意向によりクレジットはされていない）。
- TVゲーム『機動新撰組 萌えよ剣』（2002年） - キャラクターデザイン
- 劇団☆新感線秋公演 劇団☆新感線ゴージャス『花の紅天狗』（1996年） - ポスターデザイン
- 劇団☆新感線 新感線G.T.B.W『花の紅天狗』（2003年） - ポスターデザイン
- キャラメルコーン・ミックスベリー味（期間限定商品）（2012年） - パッケージデザイン
- エースコック ふるさとの味わい・あっさり醤油ラーメン／濃厚味噌ラーメン（期間限定商品）（2015年） - パッケージデザイン（ラムと乱馬）
- TVアニメ『半妖の夜叉姫』（2020年） - 原作、メインキャラクターデザイン

### その他
- 岩井寛・秋山さと子『愛の病気』工作舎、1983年 - 表紙・挿絵
- 古田新太のエッセイ『柳に風』ぴあ、2004年 - 表紙・イラスト・挿絵
- 金春智子の小説『お嬢さま作家・春菜の事件簿』（全4冊、光文社文庫、1989年 - 1992年） - 表紙イラスト
- TVアニメ『さよなら絶望先生』（久米田康治原作、新房昭之監督、さよなら絶望先生製作委員会、2007年） - 第7話エンドカード
- 小高宏子『ぼくと桜のアブナイ関係』（全3冊、小学館パレット文庫、1993年 - 1994年） - 表紙イラスト・挿絵
- 安部譲二『記憶に残る拳豪たち』小学館、2001年 - 挿絵
- 宮沢賢治『オツベルと象 宮沢賢治童話絵本』小学館、1993年 - 表紙イラスト・挿絵
- 平井和正『高橋留美子の優しい世界』徳間書店、1985年/新書版、1988年 - 表紙イラスト
- 平井和正『語り尽せ熱愛時代』徳間書店、1984年（対談本） - 表紙イラスト
- 平井和正作／エドワード・リプセット訳『Wolfcrest（狼の紋章）』講談社英語文庫（上下）、1985年 - 表紙イラスト
- 平井和正『女神變生』徳間書店、1988年 - 表紙イラスト・挿絵
- 仙波龍英『わたしは可愛い三月兎』紫陽社、1985年 - 表紙イラスト
- ライオンカップ第7回全日本バレーボール小学生大会（1987年） - イラスト
- 朝日新聞北海道支社『まい・うえい』（1988年） - イラスト
- スーパーアニメ大賞89（1989年） - イラスト
- 追悼赤塚不二夫展内企画「シェーッ!オンパレード」（2009年8月26日 - 9月7日） - パンダ・イラストを寄稿
- 北条司デビュー30周年企画の「トリビュート・イラスト」、『週刊コミックバンチ』2010年24号 - キャッツ・アイの来生三姉妹
- 三国志大戦 - Ver3.5でSR祝融（2009年）、Ver3.59でEX大喬（2010年）のイラストを担当。
- 菊池直恵・横見浩彦『鉄子の旅』 第43旅「天竜浜名湖鉄道超グルメ旅!?」（2006年） - 高橋の担当編集者が作中にゲスト出演した縁で、横見が駅のホームで『めぞん一刻』の音無響子とデートをする妄想を1ページ分描き下ろしで提供。
- 小池一夫『夢源氏剣祭文【全】』μNOVEL、2016年 - 表紙イラスト・挿絵
- 信田朋嗣『熊耳夫人』「主婦の友ヒットシリーズ シアター小説」はちどり、2018年 - 表紙イラスト・挿絵[54]
- 『諸星大二郎 デビュー50周年記念 トリビュート』河出書房新社、2021年 - エッセイ漫画寄稿[55]
- 『阪神タイガース優勝記念本』小学館、2023年 - 表紙イラスト、エッセイ漫画寄稿[43]

## 関連人物
池上遼一
小学生のときに耳鼻科の待合室で読んだ『月刊漫画ガロ』1967年8月号に掲載された池上の漫画「夏」に衝撃を受けるが、作者の池上の名前を確認しておらず、強烈なイメージだけが残っていた。中学生の時、捨てられてあった『月刊別冊少年マガジン』に載っていた池上遼一版『スパイダーマン』に魅せられ、そこから池上の熱狂的なファンになる。当時は単行本が出ておらず、どうにか掲載誌を入手しようと古本屋を探し回ったが見つからず、更にはゴミ屋でも探し回ったが結局見つからなかったという。高校の頃は、池上風の絵でドタバタギャグを描いていたという。池上版『スパイダーマン』が単行本化されたのは大学入学前後になる。この探索エピソードを平井和正との対談『語り尽せ熱愛時代』で語った後、1986年に『スパイダーマン』は復刻され、高橋は第1巻に池上作品への思いを綴った文章を寄稿している。
平井和正
高橋が学生時代より筒井康隆と共に愛読していた伝奇・SF作家。上述のように中学時代は平井原作、池上遼一作画による『スパイダーマン』に傾倒していた。後年、平井との対談を果たした際には「30を過ぎたら平井先生の作品に影響を受けた漫画を描きます」と述べている。一方の平井も高橋の作品に魅せられ、高橋の作家論である『高橋留美子の優しい世界』（徳間書店、1985年）を執筆している。
あだち充
1980年代、高橋と共に『週刊少年サンデー』の看板作家を務めていた戦友。あだちは、自身が少年誌にこだわる理由として「高橋先生の存在が大きい」と述べている。一方高橋も、あだちについて「戦友というとおこがましいんですが、同じ時代をともに頑張ってきたという思いがあります」と述べている。『タッチ』作中では高橋のサイン色紙が登場するが、あだちはこれを描くために実際に高橋からサインをもらっている。
斉藤由貴
『永遠のアトム 手塚治虫物語 天才は何故アトムを憎んだのか? 嫁姑戦争から介護まで知られざる家族の愛…21世紀へ生命の遺言』（テレビ東京+カズモ製作ドラマ。
奥田瑛二主演、1999年4月15日放送。冨田勲音楽、井沢満脚本、大山勝美演出）に於いて高橋を演じた。また『めぞん一刻』の初代オープニングテーマ『悲しみよこんにちは』を歌唱した。
椎名高志
椎名の妻は、高橋の元アシスタントであった。その妻がもらったシャンプーのサインを家宝としている。『GS美神 極楽大作戦!!』では、デビュー直後の高橋を作中に登場させている（「GS美神'78!!」その6）。『うる星やつら』新装版にラムのイラストを寄稿した際には「人生を変えてくださってありがとうございます」とコメントした。2021年には『半妖の夜叉姫』のコミカライズ版を執筆する事になった。
藤田和日郎
高橋に影響を受け、漫画家を志した漫画家。王道的な熱血漫画を得意としており、高橋自身も藤田の実力を認めている。
島津冴子
『うる星やつら』でヒロインの一人である三宅しのぶを演じてからというもの、『めぞん一刻』、『らんま1/2』、『犬夜叉』など高橋の作品がアニメ化された際、ほぼ全ての作品にレギュラー、脇役問わず出演している高橋作品と縁の深い声優。
山口勝平
『らんま1/2』の主人公・早乙女乱馬役。高橋は同作での山口の演技力を高く評価しており、『犬夜叉』がテレビアニメ化された際には高橋の推薦もあり、犬夜叉役が山口に決まった。『境界のRINNE』では、主人公・六道りんねの父である六道鯖人役で出演。『うる星やつら』のOVA作品「うる星やつら ザ・障害物水泳大会」にも白井コースケ役で出演するなど、前述の島津と並んで高橋作品と縁の深い声優である。娘には『らんま1/2』のヒロイン・あかねと同じ名前を付けている（山口茜）。

## 高橋留美子展
週刊少年サンデー創刊50周年記念として、「高橋留美子展 It's a Rumic World」が2008年7月から2010年3月まで全国各地で開催された。
会場では主に『うる星やつら』、『めぞん一刻』、『らんま1/2』、『犬夜叉』を中心としたカラーイラスト原画や、あだち充、青山剛昌など有名作家34人が『うる星やつら』のラムを描いた「My Lum」等が展示された。また、これに伴い『うる星やつら』・『らんま1/2』・『犬夜叉』3作品のオリジナル短編アニメーションが新規製作され、会場内で上映された。この3作品のアニメはDVD『It's a Rumic World スペシャルアニメBOX』（2010年1月29日発売、完全予約限定商品）に収録されている。さらに、同年10月20日にこれら3作品が単巻Blu-ray、DVDで発売された。
開催会場・開催期間
- 東京：松屋銀座8階大催事場（2008年7月30日 - 8月11日）
- 仙台：仙台三越・定禅寺通り館4階（2008年12月23日 - 2009年1月5日）
- 新潟：新潟市美術館企画展示室（2009年3月7日 - 4月12日）
- 京都：ジェイアール京都伊勢丹7F美術館「えき」KYOTO （2009年4月25日 - 5月17日）
- 名古屋：名古屋マツザカヤ本店本館7階大催事場（2009年7月22日 - 8月3日）
- 北九州：リバーウォーク北九州5F北九州市立美術館分館（2009年8月22日 - 9月20日）
- 高松：高松市美術館（2009年9月25日 - 11月1日）
- 函館：北海道立函館美術館（2009年12月5日 - 2010年1月17日）
- 旭川：北海道立旭川美術館（2010年1月23日 - 3月14日）
- 神戸：大丸ミュージアムKOBE（大丸神戸店9階）（2010年3月17日 - 3月31日）

## アシスタント
- 山本貴嗣
- 中野まき子[61]
- さいとう邦子[61]
- 清水彩
- ちばこなみ
- 上条明峰
- 藤沢もやし[62]

アシスタントは山本貴嗣を除いて全て女性である（ただし上条はデビュー後性別を公表していない）。